# Panier de roses
Panier de roses est une peinture à l'huile réalisée par Fantin-Latour en 1885 et exposée au musée Calouste-Gulbenkian de  Lisbonne (inventaire 69). Elle mesure 59 × 73,8 cm et est datée et signée Fantin 85 en bas à gauche.

## Histoire
Ce tableau a été acheté à la vente Christie's de Londres du 9 mai 1924 en provenance de la galerie Colnaghi. Il appartenait à la collection de Mr Leonard Gow, de Craigendoran.

## Description
La représentation de roses apparaît dans un grand nombre de natures mortes de Fantin-Latour arrangées de multiples manières. Cette œuvre permet de montrer sur un fond monochrome un panier prenant toute la composition et plein de roses de différentes couleurs, plutôt dans les tons pâles, blanc, rose ou jaune. Cette composition en cascade de roses débordant du panier rappelle celle de Bouquet de roses sur une table de marbre (1885, Sterling and Francine Clark Institute de Williamstown). Chaque fleur est présentée avec ses qualités uniques contrastant avec les dimensions rectilignes du panier.